# Mesothen semiflava
Mesothen semiflava là một loài bướm đêm thuộc phân họ Arctiinae, họ Erebidae.